# Anglogold Ashanti
Anglogold Ashanti (Unternehmensschreibweise: AngloGold Ashanti) ist ein ehemals in Südafrika (Johannesburg) ansässiges Unternehmen, nun mit Firmensitz in Staines-upon-Thames (Vereinigtes Königreich) und Hauptquartier in Greenwood Village CO (USA). Das Bergbauunternehmen ist weltweit aktiv und fördert Gold.

## Geschichte
2004 fusionierte das ghanaische Bergbauunternehmen Ashanti Goldfields Corporation (AGC) mit dem südafrikanischen Bergbaukonzern AngloGold, einer Tochtergesellschaft der Anglo American plc. Seitdem heißt das Unternehmen AngloGold Ashanti und ist der weltweit drittgrößte Goldproduzent.
2009 ist das Unternehmen in der Mponeng-Goldmine in Südafrika bis in eine Tiefe von 3.770 Meter vorgedrungen und hält damit den Tiefen-Weltrekord.
2015 wurde die US-amerikanische Mine Cripple Creek & Victor für einen Barpreis von 820 Millionen US-Dollar an die Newmont Mining Corporation verkauft.
Der Betrieb des Bergwerks Oubasi wurde 2019 wieder aufgenommen, nachdem der Betrieb 2014 suspendiert und die meisten Arbeiter entlassen worden waren. Im Januar 2016 war das Areal von illegalen Schürfern besetzt, im Februar verstarb der Kommunikationsverantwortliche von Ashanti Ghana während eines Aufstands solcher Kleinschürfer, als er von einem Fahrzeug der zurückweichenden Sicherheitskräfte überfahren wurde.
Am 30. September 2020 vollzog das Unternehmen den Verkauf des Untertagebergwerks Mponeng (Gauteng, Südafrika) sowie damit verbundener übertägiger Erzverarbeitungs- und Aufbereitungsanlagen an Harmony Gold Mining. Damit endete die 1998 als Anglo American Corporation of South Africa Limited (AAC) begonnene Unternehmensaktivität in Südafrika. Zudem wurde mit Wirkung vom 31. Dezember 2020 der Verkauf des Bergwerks Sadiola in Mali an die australische Allied Gold Corp. abgeschlossen. AngloGold Ashanti beendete seine Unternehmensumstrukturierung am 25. September 2023 mit einer Erstnotierung seiner Stammaktien an der New Yorker Börse und einem neuen Unternehmenssitz im Vereinigten Königreich.
Das Unternehmen ist Mitglied im World Gold Council.

## Produktion
Das Unternehmen betrieb im Jahre 2016 insgesamt 16 Bergwerke weltweit.
| NAME             | Land | ANTEIL | PRODUKTION 2014 in oz | PRODUKTION 2016 in oz | RESERVEN (P+P) in 000 oz (2016) |
| ---------------- | ---- | ------ | --------------------- | --------------------- | ------------------------------- |
| Aga Mineracao    | BRA  | 100 %  | 403.000               | 407.000               | 1.720                           |
| Cerro Vanguardia | ARG  | 92,5 % | 246.000               | 304.000               | 950                             |
| Geita            | TZA  | 100 %  | 477.000               | 489.000               | 1.970                           |
| Iduaprim         | GHA  | 100 %  | 177.000               | 214.000               | 1.840                           |
| Kibali           | COD  | 45 %   | 237.000               | 264.000               | 4.130                           |
| Morila           | MLI  | 40 %   | 44.000                | 22.000                | 110                             |
| Obuasi           | GHA  | 100 %  | 243.000               | 3.000                 | 5.490                           |
| Sadiola          | MLI  | 41 %   | 85.000                | 70.000                | 1.800                           |
| Serra Grande     | BRA  | 100 %  | 136.000               | 132.000               | 480                             |
| Siguiri          | GHA  | 85 %   | 290.000               | 305.000               | 2.440                           |
| Sunrise Dam      | AUS  | 100 %  | 262.000               | 228.000               | 1.340                           |
| Tropicana        | AUS  | 70 %   | 358.000               | 292.000               | 2.660                           |
| Vaal River       | RSA  | 100 %  | 452.000               | 371.000               | 5.490                           |
| West Wits        | RSA  | 100 %  | 545.000               | 400.000               | 13.240                          |
| Gesamt           |      |        | 4.436.000             | 3.630.000             | 50.100*                         |

Quelle: Anglogold Ashanti Jahresberichte 2014 und 2016

* incl. Reserven der Gold-Projekte von Anglogold Ashanti

## Kritik
Nichtregierungsorganisationen und Nachrichtenmagazine vermuten, dass die Goldförderung, insbesondere die durch Anglogold Ashanti, vor allem in Ghana zu Umweltbeeinträchtigungen, Menschenrechtsverletzungen, Vorschubleistung der Kinderarbeit sowie Vergiftungen der Bergarbeiter führt. Die Chemikalien, die zur Herauslösung des Goldes verwendet werden, gelangen in Seen und teils ins Trinkwasser. Auch das Schweizer Konsumentenmagazin Kassensturz ermittelte miserable Arbeitsbedingungen in der Goldindustrie Westafrikas: Die Bergleute stürben an Quecksilbervergiftungen und „Kinder schufteten 12 Stunden am Tag“ fern ihrer Familie.
Die von Greenpeace unterstützten Public Eye 2011 vergaben aufgrund dieser Vorwürfe den Negative Award der Fachjury an Anglogold Ashanti. Bei der Nominierung durch die ghanesische Nichtregierungs-Organisation Wacam war zusätzlich die Rede von Übergriffen, bei welchen „Verdächtige“ auf dem Bergwerksgelände von Kampfhunden getötet oder in betriebseigenen Arrestzellen gefoltert worden seien.